# La Plus Belle Fille du monde (film 1951)
La Plus Belle Fille du monde è un film del 1951 diretto da Christian Stengel. La storia è ambientata tra le quinte di un concorso di bellezza.

## Trama
Un industriale finanzia un concorso di bellezza a condizione che sarà la sua ragazza a vincere il primo premio.

## Produzione
Il film fu prodotto dalla Équipe Technique des Productions Cinématographiques e S.N.E. Gaumont.

## Distribuzione
Distribuito dalla Gaumont, il film uscì nelle sale cinematografiche francesi il 31 ottobre 1951.